# ناحیه سیدی بوبکر

موقعیت جغرافیایی ناحیه سیدی بوبکر

ناحیه سیدی بوبکر (به عربی: دائرة سیدی بوبکر) یک ناحیه در الجزایر است که در استان سعیده واقع شده‌است.